# Regió ultraperifèrica

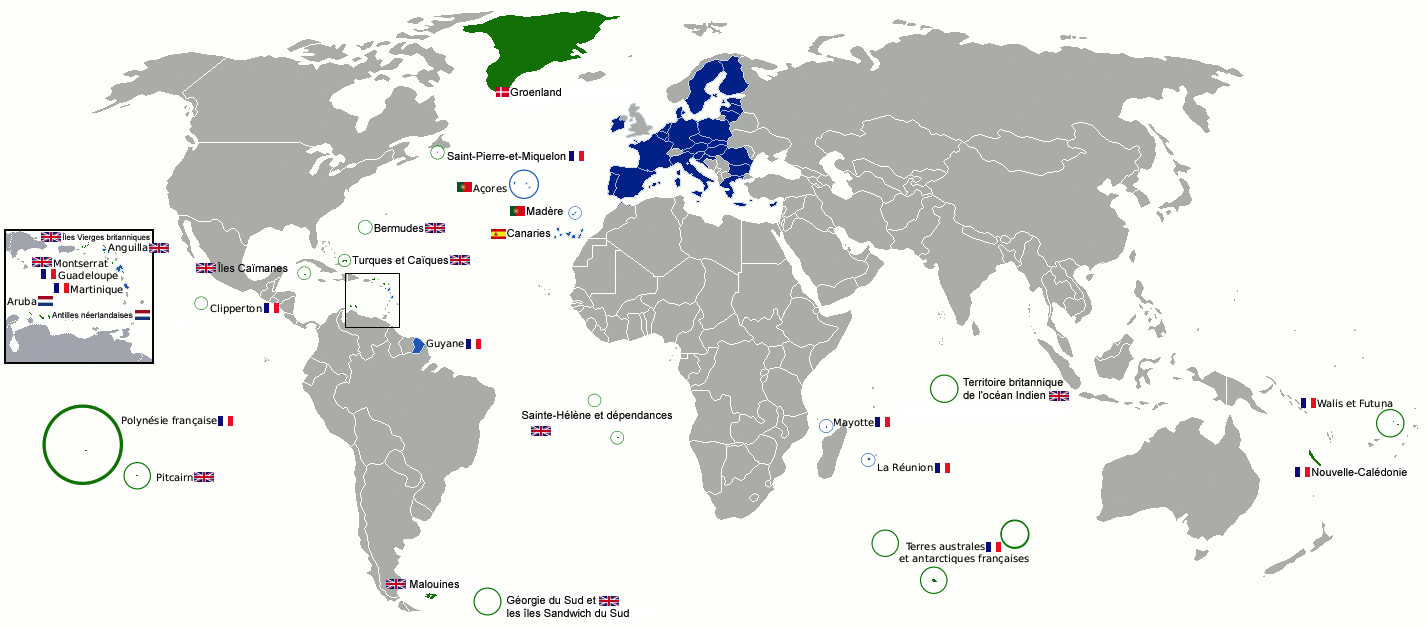
La Unió Europea
Territori continental dels Estats membres
Regions ultraperifèriques
Països i territoris d'ultramar

Regió ultraperifèrica és una denominació utilitzada per la Unió Europea per referir-se a les regions que en formen part però estan situades lluny del continent europeu. Aquestes regions tenen un tracte específic a causa de les seves dimensions geogràfiques i humanes i al seu aïllament. Ordenades per estats membres són:
- Espanya:
  - Illes Canàries

- França:
  - Guaiana
  - Guadeloupe
  - Martinica
  - Mayotte
  - Reunió
  - Saint-Martin

- Portugal:
  - Açores
  - Madeira

El conjunt d'aquestes regions té 3,6 milions d'habitants, i representen una gran part del territori marítim de la Unió, que amb 25 milions de km² ocupa el primer lloc mundial. En les regions ultraperifèriques l'euro és la moneda de curs legal i estan incloses en el mapa dels bitllets. S'hi aplica la legislació de la Unió, però poden tenir algunes excepcions motivades pel seu aïllament. Només a les regions portugueses s'apliquen les taxes per IVA.
La taula següent mostra l'estatus jurídic europeu de les 9 regions ultraperifèriques.
| Regió ultraperifèrica, RUP                                                                           | Dins la Unió | Aplicació del dret de la Unió | Executiu davant els tribunals | Euratom | Ciutadania de la Unió | Eleccions al Parlament | Espai Schengen | Espai IVA | Territori duaner de la Unió | Mercat Comú europeu | Eurozona |
| --- | ------------ | ----------------------------- | ----------------------------- | ------- | --------------------- | ---------------------- | -------------- | --------- | --------------------------- | ------------------- | -------- |
| |              |                               |                               |         |                       |                        |                |           |                             |                     |          |
| Illes Canàries                                                                                       | Sí           | Amb exempcions (RUP)          | Sí                            | Sí      | Sí                    | Sí                     | Sí             | No        | Sí                          | Sí                  | Sí       |
| |              |                               |                               |         |                       |                        |                |           |                             |                     |          |
| Illa de la Reunió                                                                                    | Sí           | Amb exempcions (RUP)          | Sí                            | Sí      | Sí                    | Sí                     | No             | No        | Sí                          | Sí                  | Sí       |
| Guaiana Francesa                                                                                     | Sí           | Amb exempcions (RUP)          | Sí                            | Sí      | Sí                    | Sí                     | No             | No        | Sí                          | Sí                  | Sí       |
| Martinica                                                                                            | Sí           | Amb exempcions (RUP)          | Sí                            | Sí      | Sí                    | Sí                     | No             | No        | Sí                          | Sí                  | Sí       |
| Guadeloupe                                                                                           | Sí           | Amb exempcions (RUP)          | Sí                            | Sí      | Sí                    | Sí                     | No             | No        | Sí                          | Sí                  | Sí       |
| Mayotte                                                                                              | Sí           | Amb exempcions (RUP)          | Sí                            | Sí      | Sí                    | Sí                     | No             | No        | Sí                          | Sí                  | Sí       |
| Saint-Martin (Antilles Franceses)                                                                    | Sí           | Amb exempcions (RUP)          | Sí                            | Sí      | Sí                    | Sí                     | No             | No        | Sí                          | Sí                  | Sí       |
| |              |                               |                               |         |                       |                        |                |           |                             |                     |          |
| Açores                                                                                               | Sí           | Amb exempcions (RUP)          | Sí                            | Sí      | Sí                    | Sí                     | Sí             | Sí        | Sí                          | Sí                  | Sí       |
| Madeira                                                                                              | Sí           | Amb exempcions (RUP)          | Sí                            | Sí      | Sí                    | Sí                     | Sí             | Sí        | Sí                          | Sí                  | Sí       |
| |              |                               |                               |         |                       |                        |                |           |                             |                     |          |
| Llegenda : - [Aplicació total.] - [Aplicació parcial o amb exempcions] - [Aplicació mínima o nul·la] |              |                               |                               |         |                       |                        |                |           |                             |                     |          |

## Regions no incorporades
No s'han de confondre les regions ultraperifèriques amb altres regions d'ultramar no incorporades. Aquestes regions són mencionades específicament per la Unió Europea, ja que tenen una relació especial amb un estat membre, però no s'hi aplica la legislació de la Unió. Aquestes regions són:
- França:
  - Nova Caledònia
  - Polinèsia Francesa
  - Saint-Pierre i Miquelon
  - Terres Australs i Antàrtiques Franceses
  - Wallis i Futuna

- Dinamarca:
  - Groenlàndia. En va sortir per referèndum el 1985.

- Regne Unit:
  - Illes Anglonormandes
  - Anguilla
  - Illes Caiman
  - Illes Geòrgia del Sud i Sandwich del Sud
  - Illes Malvines
  - Illa de Man
  - Montserrat
  - Pitcairn
  - Santa Helena
  - Territori Britànic de l'Oceà Índic
  - Illes Turks i Caicos
  - Illes Verges Britàniques

- Països Baixos:
  - Antilles Neerlandeses
  - Aruba

Només Mayotte i Saint Pierre i Miquelon estan incorporades a la zona euro.